# 崔敬邕
崔敬邕（461年—517年12月19日），博陵郡安平县（今河北省衡水市安平县）人，出自博陵崔氏的博陵第五房，北魏官员。

## 生平
崔敬邕个性有长者之风，有才干，在魏孝文帝元宏时期以司徒府主簿为起家官，很快转任尚书都官郎中，历任称职，又被任命兼任吏部郎。太和二十二年（498年）春，太子元恪选择宫廷卫士，任命崔敬邕为东朝步兵。景明初年，崔敬邕为母亲守丧而离职。后来中山王元英南征，引荐崔敬邕为都督府长史，加左中郎将，进攻义阳，凯旋后崔敬邕被授任龙骧将军、太府少卿，封临淄男。永平年间，崔敬邕以本官外任营州刺史。库莫奚有一百匹马随暴风进入北魏境内，崔敬邕命令全部送还，于是夷人都感激归附。延昌四年（515年），崔敬邕被征召担任征虏将军、太中大夫。熙平二年十一月廿一日（517年12月19日），崔敬邕在任内去世，虚岁五十七，朝廷赠予左将军、济州刺史，谥号贞。

## 家族

### 祖父母
- 崔殊，北魏秀才[3]
- 赵国李氏，北魏从事中郎李休之女[3]

### 父母
- 崔双护，北魏中书侍郎、冠军将军、豫州刺史、安平敬侯[3]
- 赵国李氏，北魏中书李诜之女[3]

### 兄弟
- 崔脩和，州主簿

### 儿子
- 崔子盛，北魏奉朝请、临青男